# Nakajima Ki-87
Nakajima Ki-87 (яп. 中島 キ87) — проєкт висотного винищувача-перехоплювача Імперської армії Японії періоду Другої світової війни.

## Історія створення
В середині 1942 року командування ВПС Імперської армії Японії сформулювало технічне завдання на створення добре озброєного висотного винищувача. Літак мав діяти на висотах вище 10 км, мати максимальну швидкість до 800 км/г та максимальну дальність польоту до 3000 км. Проте незабаром японці усвідомили, що такі вимоги є нереалістичними, і умови завдання були переглянуті. Тепер вимоги максимальної швидкості були зняті, а тривалість польоту встановлювалась у 30 хв повітряного бою та 1 г польоту, проте озброєння мало складати дві 20-мм гармати і дві 30-мм гармати. Остаточні вимоги були сформульовані у листопаді 1942 року, після чого було видане замовлення на виготовлення трьох дослідних взірців літака, який отримав назву Ki-87, зі строком готовності між листопадом 1944 року та січнем 1945 року, а сім передсерійних машин мали бути випущені до квітня 1945 року.
Для літака був вибраний двигун Nakajima Ha-44 потужністю 2400 к.с. з турбокомпресором, змонтованим по правому борту літака. Для охолодження двигуна встановлювався 16-лопастевий вентилятор. 
Вихлопні гази двигуна обертали турбіну, яка, у свою чергу, обертала компресор, який, всмоктуючи забортне повітря, стискав його а потім направляв в колектор двигуна. Стиснене повітря, яке під високим тиском подавалось в циліндри двигуна, підвищувало температуру згорання палива і, відповідно, потужність двигуна на великих висотах у розрідженій атмосфері.
Кабіна була герметичною. Літак був озброєний двома 20-мм синхронізованими гарматами Ho-5, розташованими в корені крила, та двома 30-мм гарматами Ho-105 в консолях. Для розміщення в крилі такого потужного озброєння та протектованих паливних баків конструктори вирішили використати складання шасі з поворотом на 90° , як у літака Curtiss P-40 Warhawk.
Ще в процесі роботи над першою машиною японська армія почала вносити зміни у проєкт - було вирішено, починаючи з шостого літака, перенести турбокомпресор під фюзеляж. Крім того, починаючи з третього літака, було вирішено понизити редукцію двигуна, і, починаючи з десятого літака, покращити охолодження двигуна, збільшивши швидкість обертання вентилятора.
Незважаючи на наявність трофейного P-40, відлагодити електричну систему складання шасі довго не вдавалось. Через це, а також через проблеми з турбокомпресором, до лютого 1945 року вдалось виготовити тільки 1 дослідний взірець, який проводив випробування у квітні 1945 року. Під час випробувань було здійснено тільки 5 польотів, причому без спроб скласти шасі. Незважаючи на хорошу керованість літака та обіцянки кращих характеристик, ніж у Nakajima Ki-84, через проблеми з двигуном випробування були припинені.
Конструктори планували розробити покращену модель літака Ki-87-II з двигуном Nakajima Ha-46 потужністю 3000 к.с. з турбокомпресором під фюзеляжем, максимальною швидкістю до 738 км/г на висоті 11 000 м, і практичною стелею 12 850 м, але до кінця війни ця модель була лише у проєкті.

## Тактико-технічні характеристики

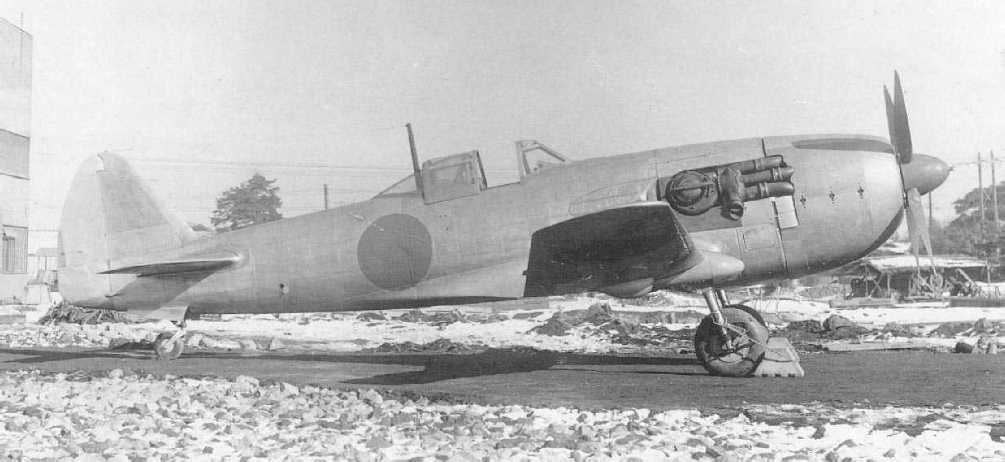
Вид єдиного Ki-87 з правого борту. Добре видно турбокомпресор.

### Технічні характеристики
- Екіпаж: 1 чоловік
- Довжина: 11,82 м
- Висота: 4,50 м
- Розмах крила: 13,42 м
- Площа крила: 26,00 м ²
- Маса порожнього: 4 388 кг
- Маса спорядженого: 5 633 кг
- Максимальна маса зльоту: 6 102 кг
- Навантаження на крило: 216,6 кг/м2
- Двигун: 1 х Mitsubishi Ha219 Ru (Ha-44/11)
- Потужність: 2 400 к. с.
- Питома потужність: 2.3 к.с/кг

### Льотні характеристики
- Максимальна швидкість: 697 км/г на висоті 6 100 м
- Крейсерська швидкість: 470 км/г
- Практична стеля: 12 855 м
- Час набору висоти: 10000 м за 14 хв. 12 с.

### Озброєння
- Гарматне:
  - 2 х 30-мм гармати Ho-155
  - 2 × 20-мм гармати Ho-5